# Élie Nabot
Élie Nabot, né le 11 avril 1997, est un télémarkeur français.

## Biographie
Élie Nabot naît le 11 avril 1997. Il est originaire de Lamoura. À côté du télémark, il joue aussi au football.

## Carrière
Il remporte la médaille d'argent des championnats du monde juniors de 2017 en sprint.
Lors de la saison 2020, il obtient son premier podium de coupe du monde lors d'un sprint à Samoëns. Il termine sixième du classement général.
Lors de la saison 2022, il remporte sa première course de coupe du monde lors d'un sprint aux Houches. Il termine deuxième du classement général.
Lors de la saison 2023, il remporte le sprint des Contamines-Montjoie et termine troisième le lendemain. Il remporte ensuite le classique et le parallèle d'Ål en Norvège. Il termine deuxième du classement général. Lors des championnats du monde de 2023 à Mürren en Suisse, il devient le premier français champion du monde en classique. Il remporte ensuite l'épreuve par équipes avec la France.
Il est annoncé favori de la saison 2023-2024 après la retraite de Bastien Dayer et la blessure de Trym Nygaard Løken. Il entame la saison lors des deux sprints de Pinzolo en Italie avec des résultats en deçà des attentes avec un septième et un onzième rang. Il remporte ensuite les deux sprints de Carezza en janvier 2024,. Il remporte le classement général de la coupe du monde.

## Palmarès

### Championnats du monde
- Championnats du monde 2023 à Mürren (Suisse)
  -  Médaille d'or du classique ;
  -  Médaille d'or de l'épreuve par équipes.

### Coupe du monde

#### Résultats
- 27 podiums dont 7 victoires